# Alice Garoute
Alice Garoute, född 1874, död 1950, var en haitisk kvinnorättsaktivist. Hon var en av grundarna till Ligue Féminine d'Action Sociale, och dess ordförande 1941–1950. Hon var en av Haitis ledande figurer inom kampen för kvinnlig rösträtt.